# Punto Jonbar
El Punto Jonbar (también llamado Giro Jonbar) es un concepto ficticio en la literatura y la ciencia ficción que se representa en un importante punto de divergencia entre dos resultados de un acontecimiento, especialmente representado en los viajes en el tiempo. A veces se refieren a este como giro Jonbar o punto de cambio.

## Origen
El concepto se deriva de la novela del escritor estadounidense Jack Williamson The Legion of Time (La legión del tiempo, serializada en 1938, recopilada en 1952). Se refiere a una acción de su protagonista, John Barr, que al recoger uno de dos objetos (un imán y un guijarro) producirá un importante punto de inflexión en la historia: la elección de uno dará lugar a la creación de una utópica civilización llamada Jonbar, mientras que seleccionar el otro llevará a la tiranía del estado de Gyronchi.
Este momento crucial (sobre el que otros personajes están prevenidos y respecto al que deben actuar), es por lo tanto un "punto Jonbar" en la línea de tiempo de la novela, conduciendo hacia una bifurcación de la que dependerá el resto de su historia.

## Descripción
Los puntos Jonbar a menudo se refieren a pequeños eventos no descritos que tuvieron un efecto importante en la historia: generalmente, el viaje en el tiempo es el que produce que un resultado de una elección o evento fuese cambiado y, por ende, conduce a un futuro diferente o una historia alternativa. Pero también puede referirse a cualquier tipo de cambio en la historia sin que la causa haya de ser un viaje en el tiempo, como lo plantea Paul di Filippo quien utiliza el término en la revisión del escritor S. M. Stirling de su obra In the Courts of the Crimson Kings. En la novela de Michael Chabon El sindicato de policía yiddish, el punto Jonbar fue la muerte del principal oponente de la King-Havenner Bill, que de ser aprobada, habría permitido a los refugiados judíos asentarse en Alaska. El punto Jonbar aparece en Lo que el tiempo se llevó, la célebre novela de Ward Moore de 1953, en la cual la guerra civil estadounidense tiene una historia alternativa: en ella el general Robert E. Lee obtiene la victoria en el año 1863 en la batalla de Gettysburg.
El término también se utiliza para describir un evento o decisión importante y próxima a la humanidad, la cual tendrá que hacer en el futuro.